# 하라 고스케
하라 고스케(일본어: 原 康介, 2005년 8월 3일~)는 일본의 축구 선수이다.

## 구단 경력
그는 2024년 J1리그의 홋카이도 콘사돌레 삿포로에 입단했다. 2024년후 J2리그에 강등했다.